# Hilia Barber
Hilia Barber là một chính trị gia người Guinea-Bissau, từng là nữ Bộ trưởng Bộ Ngoại giao đầu tiên của đất nước vào năm 1999. Bà cũng từng là đại sứ của đất nước tại Pháp và Israel.

## Nghề nghiệp
Hilia Barber có một lịch sử lâu dài hoạt động trong các dịch vụ nước ngoài. Bà là giám đốc của Bộ Ngoại giao Châu Âu-Châu Mỹ của Bộ Ngoại giao Guinea-Bissau năm 1982. Trong vai trò này, Barber là một phần của phái đoàn được gửi đến Cuba để đàm phán hỗ trợ kỹ thuật, học bổng quốc tế và huấn luyện quân sự. Bà đã trình bày thông tin của mình cho Tổng thống Israel Ezer Weizman vào ngày 17 tháng 4 năm 1996. Barber là đại sứ đầu tiên của Israel từ Guinea-Bissau. Trong khi đảm nhiệm vai trò này, vào tháng 7 năm 1998, bà đã tìm kiếm thành công viện trợ nhân đạo từ chính phủ Israel để giúp giảm bớt đau khổ do cuộc Nội chiến Guinea-Bissau.
Đầu năm 1999, Barber được bổ nhiệm làm Bộ trưởng Bộ Ngoại giao, người phụ nữ đầu tiên phục vụ trong vai trò đó. Bà được thay thế bởi Jose Pereira Baptista vào cuối năm đó. Vào năm 2013, Barber đã trở thành đại sứ Guinea-Bissau tại Pháp.